# Lacuna unifasciata
Lacuna unifasciata är en snäckart som beskrevs av Carpenter 1856. Lacuna unifasciata ingår i släktet Lacuna och familjen strandsnäckor. Inga underarter finns listade i Catalogue of Life.